# IEEE Transactions on Information Theory
Die IEEE Transactions on Information Theory ist eine wissenschaftliche Fachzeitschrift über die Informationstheorie, die monatlich vom Institute of Electrical and Electronics Engineers (IEEE) herausgegeben wird. 
Die Zeitschrift erscheint seit 1953. Vor der Gründung der IEEE 1963 wurde sie vom Institute of Radio Engineers publiziert. Sie beschäftigt sich mit der Verarbeitung, Übertragung, Speicherung und Nutzung von Informationen sowie den theoretischen Grundlagen der Kommunikation. Im Speziellen interessiert sie sich für die Themengebiete Codierung, Komplexität, Kryptographie, Mustererkennung, Automaten und stochastischen Prozessen. Derzeitiger Chefredaktor ist Venu Veeravalli von der University of Illinois at Urbana-Champaign.
In einer Studie aus dem Jahr 2006, die den PageRank-Algorithmus benutzte und eine Vielzahl von wichtigen Informatikzeitschriften verglich, erreichte IEEE Transactions on Information Theory die höchste Punktezahl und wurde damit als renommierteste Fachzeitschrift angesehen. ACM Computing Surveys, die den höchsten Impact Factor besaß, wurde als populärste Zeitschrift angesehen.